# 《亡命驾驶》获奖名单
《亡命驾驶》是尼古拉斯·温丁·雷弗恩执导、霍辛·阿米尼编剧的2011年美国动作劇情片，根据詹姆斯·萨利斯2005年的同名小说改编。瑞恩·高斯林扮演不知名姓的好莱坞特技司机，工作之余还从事送犯罪分子逃离现场的私活，他与邻居艾琳（嘉莉·慕萊根）母子的暧昧关系刚刚萌芽，但艾琳还在坐牢的丈夫斯坦德（奥斯卡·伊萨克）突然犯释令一切戛然而止。债务缠身的斯坦德铤而走险，男主角为艾琳母女着想决定援手，但行动出了岔子，各人性命危在旦夕。电影配角演员包括布莱恩·科兰斯顿、克莉絲汀娜·韓翠克絲、朗·普尔曼、艾伯特·布鲁克斯。电影5月11日在第64届戛纳电影节首映并参与竞赛，9月16日在美国院线全面上映，以1500万美元预算取得约7700万美元全球票房。评论汇总网站爛番茄共收集本片267篇评论，认可度达九成三。
《亡命驾驶》获众多荣誉肯定，导演、音效、配乐最受青睐。雷弗恩在戛纳电影节斩获最佳导演奖，音效剪辑师朗·班德、维克多·雷·恩尼斯获第84屆奧斯卡金像獎最佳音效剪辑提名，美術指導贝丝·米克尔入围藝術指導工會最佳当代片艺术指导。电影在奥斯汀影评人协会入围的三项全部胜出，包括最佳导演（雷弗恩）、最佳改编剧本（阿米尼）。影片在第65届英国电影学院奖入围四项，第17届评论家选择奖提名八项并夺得最佳动作片奖。芝加哥影评人协会授予本片作曲家克里夫·马丁内斯最佳原创配乐奖，马丁内斯还获世界电影原声学会年度最佳原创配乐和年度配乐作曲家提名。
电影演员同样获众多荣誉肯定，影评人组织对布鲁克斯青眼有加，國家影評人協會授予他最佳男配角奖，他还入围第69屆金球獎最佳电影男配角。凯瑞·穆里根因本片和《羞耻》夺得好萊塢電影獎最佳女配角。影片获八项卫星奖提名，拿下最佳导演、男主角（高斯林）、男配角（布鲁克斯）、音效四项，国家影评人协会等机构把本片选为年度十大佳片。

## 荣誉
| 机构                    | 颁奖日期       | 奖项                                                   | 提名人                                                    | 结果 | 参考          |
| ----------------------- | -------------- | ------------------------------------------------------ | --------------------------------------------------------- | ---- | ------------- |
| 奥斯卡金像奖            | 2012年2月26日  | 最佳音效剪辑                                           | 朗·班德、维克多·雷·恩尼斯                                 | 提名 | [ 6 ]         |
| 非裔美国人影评人协会    | 2011年12月13日 | 最佳男配角                                             | 艾伯特·布鲁克斯                                           | 獲獎 | [ 7 ]         |
| 非裔美国人影评人协会    | 2011年12月13日 | 十大佳片                                               | 《亡命驾驶》                                              | 獲獎 | [ 7 ]         |
| 女性电影记者联盟        | 2012年1月10日  | 最佳男配角                                             | 艾伯特·布鲁克斯                                           | 提名 | [ 8 ] [ 9 ]   |
| 女性电影记者联盟        | 2012年1月10日  | 一心想爱心难开的电影                                   | 《亡命驾驶》                                              | 提名 | [ 8 ] [ 9 ]   |
| 女性电影记者联盟        | 2012年1月10日  | 难忘时刻                                               | 电梯桥段                                                  | 提名 | [ 8 ] [ 9 ]   |
| 藝術指導工會            | 2012年2月4日   | 最佳当代片艺术指导                                     | 贝丝·米克尔                                               | 提名 | [ 10 ]        |
| 奥斯汀影评人协会        | 2011年12月28日 | 最佳导演                                               | 尼古拉斯·温丁·雷弗恩                                      | 獲獎 | [ 11 ]        |
| 奥斯汀影评人协会        | 2011年12月28日 | 最佳改编剧本                                           | 霍辛·阿米尼                                               | 獲獎 | [ 11 ]        |
| 奥斯汀影评人协会        | 2011年12月28日 | 最佳男配角                                             | 艾伯特·布鲁克斯                                           | 獲獎 | [ 11 ]        |
| 奥斯汀影评人协会        | 2011年12月28日 | 十大佳片                                               | 《亡命驾驶》                                              | 第二 | [ 11 ]        |
| 澳大利亞影視藝術學院獎  | 2012年1月27日  | 最佳国际导演                                           | 尼古拉斯·温丁·雷弗恩                                      | 提名 | [ 12 ]        |
| 澳大利亚影评人协会      | 2012年2月15日  | 最佳海外英语片                                         | 《亡命驾驶》                                              | 提名 | [ 13 ] [ 14 ] |
| 比利时影评人协会        | 2012年1月7日   | 比利时影评人协会大奖                                   | 《亡命驾驶》                                              | 提名 | [ 15 ]        |
| 波士頓影評人協會        | 2011年12月12日 | 最佳男配角                                             | 艾伯特·布鲁克斯                                           | 獲獎 | [ 16 ]        |
| 波士頓影評人協會        | 2011年12月12日 | 最佳电影音乐                                           | 《亡命驾驶》                                              | 獲獎 | [ 16 ]        |
| 英国电影学院奖          | 2012年2月12日  | 最佳影片                                               | 《亡命驾驶》                                              | 提名 | [ 17 ] [ 18 ] |
| 英国电影学院奖          | 2012年2月12日  | 最佳导演                                               | 尼古拉斯·温丁·雷弗恩                                      | 提名 | [ 17 ] [ 18 ] |
| 英国电影学院奖          | 2012年2月12日  | 最佳女配角                                             | 嘉莉·慕萊根                                               | 提名 | [ 17 ] [ 18 ] |
| 英国电影学院奖          | 2012年2月12日  | 最佳剪辑                                               | 马修·纽曼                                                 | 提名 | [ 17 ] [ 18 ] |
| 戛纳电影节              | 2011年5月22日  | 最佳导演奖                                             | 尼古拉斯·温丁·雷弗恩                                      | 獲獎 | [ 19 ]        |
| 芝加哥影评人协会        | 2011年12月19日 | 最佳改编剧本                                           | 霍辛·阿米尼                                               | 提名 | [ 20 ]        |
| 芝加哥影评人协会        | 2011年12月19日 | 最佳摄影                                               | 紐頓·湯瑪士·席格                                          | 提名 | [ 20 ]        |
| 芝加哥影评人协会        | 2011年12月19日 | 最佳导演                                               | 尼古拉斯·温丁·雷弗恩                                      | 提名 | [ 20 ]        |
| 芝加哥影评人协会        | 2011年12月19日 | 最佳原创配乐                                           | 克里夫·马丁内斯                                           | 獲獎 | [ 20 ]        |
| 芝加哥影评人协会        | 2011年12月19日 | 最佳影片                                               | 《亡命驾驶》                                              | 提名 | [ 20 ]        |
| 评论家选择电影奖        | 2012年1月13日  | 最佳动作片                                             | 《亡命驾驶》                                              | 獲獎 | [ 21 ]        |
| 评论家选择电影奖        | 2012年1月13日  | 最佳男主角                                             | 瑞恩·高斯林                                               | 提名 | [ 21 ]        |
| 评论家选择电影奖        | 2012年1月13日  | 最佳摄影                                               | 纽顿·托马斯·西格尔                                        | 提名 | [ 21 ]        |
| 评论家选择电影奖        | 2012年1月13日  | 最佳导演                                               | 尼古拉斯·温丁·雷弗恩                                      | 提名 | [ 21 ]        |
| 评论家选择电影奖        | 2012年1月13日  | 最佳剪辑                                               | 马修·纽曼                                                 | 提名 | [ 21 ]        |
| 评论家选择电影奖        | 2012年1月13日  | 最佳影片                                               | 《亡命驾驶》                                              | 提名 | [ 21 ]        |
| 评论家选择电影奖        | 2012年1月13日  | 最佳配乐                                               | 克里夫·马丁内斯                                           | 提名 | [ 21 ]        |
| 评论家选择电影奖        | 2012年1月13日  | 最佳男配角                                             | 艾伯特·布鲁克斯                                           | 提名 | [ 21 ]        |
| 达拉斯—沃斯堡影评人协会 | 2011年12月16日 | 最佳男配角                                             | 艾伯特·布鲁克斯                                           | 提名 | [ 22 ]        |
| 达拉斯—沃斯堡影评人协会 | 2011年12月16日 | 年度十大佳片                                           | 《亡命驾驶》                                              | 第八 | [ 22 ]        |
| 意大利电影金像奖        | 2012年5月4日   | 最佳外国片                                             | 《亡命驾驶》                                              | 提名 | [ 23 ]        |
| 底特律影评人协会        | 2011年12月11日 | 最佳男配角                                             | 艾伯特·布鲁克斯                                           | 提名 | [ 24 ]        |
| 都柏林影评人协会        | 2011年12月23日 | 最佳男主角                                             | 瑞恩·高斯林                                               | 獲獎 | [ 25 ]        |
| 都柏林影评人协会        | 2011年12月23日 | 最佳导演                                               | 尼古拉斯·温丁·雷弗恩                                      | 獲獎 | [ 25 ]        |
| 都柏林影评人协会        | 2011年12月23日 | 最佳影片                                               | 《亡命驾驶》                                              | 獲獎 | [ 25 ]        |
| 帝國獎                  | 2012年3月25日  | 最佳影片                                               | 《亡命驾驶》                                              | 提名 | [ 26 ]        |
| 帝國獎                  | 2012年3月25日  | 最佳惊悚片                                             | 《亡命驾驶》                                              | 提名 | [ 26 ]        |
| 帝國獎                  | 2012年3月25日  | 最佳导演                                               | 尼古拉斯·温丁·雷弗恩                                      | 提名 | [ 26 ]        |
| 帝國獎                  | 2012年3月25日  | 最佳男主角                                             | 瑞恩·高斯林                                               | 提名 | [ 26 ]        |
| 帝國獎                  | 2012年3月25日  | 最佳女主角                                             | 凯瑞·穆里根                                               | 提名 | [ 26 ]        |
| 佛罗里达影评人协会      | 2011年12月19日 | 最佳男配角                                             | 艾伯特·布鲁克斯                                           | 獲獎 | [ 27 ]        |
| 金球獎                  | 2012年1月15日  | 最佳电影男配角                                         | 艾伯特·布鲁克斯                                           | 提名 | [ 28 ]        |
| 好萊塢電影獎            | 2011年10月24日 | 最佳女配角                                             | 凯瑞·穆里根                                               | 獲獎 | [ 29 ]        |
| 休斯顿影评人协会        | 2011年12月14日 | 最佳影片                                               | 《亡命驾驶》                                              | 提名 | [ 30 ]        |
| 休斯顿影评人协会        | 2011年12月14日 | 最佳导演                                               | 尼古拉斯·温丁·雷弗恩                                      | 獲獎 | [ 30 ]        |
| 休斯顿影评人协会        | 2011年12月14日 | 最佳男配角                                             | 艾伯特·布鲁克斯                                           | 獲獎 | [ 30 ]        |
| 獨立精神獎              | 2012年2月25日  | 最佳影片                                               | 《亡命驾驶》                                              | 提名 | [ 31 ]        |
| 獨立精神獎              | 2012年2月25日  | 最佳导演                                               | 尼古拉斯·温丁·雷弗恩                                      | 提名 | [ 31 ]        |
| 獨立精神獎              | 2012年2月25日  | 最佳男主角                                             | 瑞恩·高斯林                                               | 提名 | [ 31 ]        |
| 獨立精神獎              | 2012年2月25日  | 最佳男配角                                             | 艾伯特·布鲁克斯                                           | 提名 | [ 31 ]        |
| 伦敦影评人协会          | 2012年1月19日  | 年度男主角                                             | 瑞恩·高斯林                                               | 提名 | [ 32 ] [ 33 ] |
| 伦敦影评人协会          | 2012年1月19日  | 年度英国女演员                                         | 凯瑞·穆里根                                               | 提名 | [ 32 ] [ 33 ] |
| 伦敦影评人协会          | 2012年1月19日  | 年度导演                                               | 尼古拉斯·温丁·雷弗恩                                      | 提名 | [ 32 ] [ 33 ] |
| 伦敦影评人协会          | 2012年1月19日  | 年度电影                                               | 《亡命驾驶》                                              | 提名 | [ 32 ] [ 33 ] |
| 伦敦影评人协会          | 2012年1月19日  | 年度男配角                                             | 艾伯特·布鲁克斯                                           | 提名 | [ 32 ] [ 33 ] |
| 洛杉磯影評人協會        | 2011年12月11日 | 最佳配乐                                               | 克里夫·马丁内斯                                           | 亚军 | [ 34 ]        |
| MTV影視大獎             | 2012年6月3日   | 最佳男演员                                             | 瑞恩·高斯林                                               | 提名 | [ 35 ]        |
| MTV影視大獎             | 2012年6月3日   | 最佳电影插曲                                           | 大卫·格雷利尔：《真英雄》                                 | 提名 | [ 35 ]        |
| MTV影視大獎             | 2012年6月3日   | 最瞠目结合桥段                                         | 瑞恩·高斯林                                               | 提名 | [ 35 ]        |
| 國家評論協會            | 2011年12月1日  | 十大佳片                                               | 《亡命驾驶》                                              | 獲獎 | [ 36 ]        |
| 國家影評人協會          | 2012年1月7日   | 最佳男配角                                             | 艾伯特·布鲁克斯                                           | 獲獎 | [ 37 ]        |
| 紐約影評人協會          | 2011年11月30日 | 最佳男配角                                             | 艾伯特·布鲁克斯                                           | 獲獎 | [ 38 ]        |
| 纽约在线影评人协会      | 2011年12月11日 | 最佳男配角                                             | 艾伯特·布鲁克斯                                           | 獲獎 | [ 39 ]        |
| 在线影评人协会          | 2012年1月2日   | 最佳改编剧本                                           | 《亡命驾驶》                                              | 提名 | [ 40 ]        |
| 在线影评人协会          | 2012年1月2日   | 最佳摄影                                               | 《亡命驾驶》                                              | 提名 | [ 40 ]        |
| 在线影评人协会          | 2012年1月2日   | 最佳导演                                               | 尼古拉斯·温丁·雷弗恩                                      | 提名 | [ 40 ]        |
| 在线影评人协会          | 2012年1月2日   | 最佳剪辑                                               | 《亡命驾驶》                                              | 提名 | [ 40 ]        |
| 在线影评人协会          | 2012年1月2日   | 最佳影片                                               | 《亡命驾驶》                                              | 提名 | [ 40 ]        |
| 在线影评人协会          | 2012年1月2日   | 最佳男配角                                             | 艾伯特·布鲁克斯                                           | 提名 | [ 40 ]        |
| 聖地牙哥影評人協會      | 2011年12月14日 | 最佳改编剧本                                           | 霍辛·阿米尼                                               | 提名 | [ 41 ]        |
| 聖地牙哥影評人協會      | 2011年12月14日 | 最佳摄影                                               | 纽顿·托马斯·西格尔                                        | 提名 | [ 41 ]        |
| 聖地牙哥影評人協會      | 2011年12月14日 | 最佳导演                                               | 尼古拉斯·温丁·雷弗恩                                      | 獲獎 | [ 41 ]        |
| 聖地牙哥影評人協會      | 2011年12月14日 | 最佳剪辑                                               | 马修·纽曼                                                 | 提名 | [ 41 ]        |
| 聖地牙哥影評人協會      | 2011年12月14日 | 最佳影片                                               | 《亡命驾驶》                                              | 提名 | [ 41 ]        |
| 聖地牙哥影評人協會      | 2011年12月14日 | 最佳男配角                                             | 艾伯特·布鲁克斯                                           | 提名 | [ 41 ]        |
| 旧金山影评人协会        | 2011年12月11日 | 最佳男配角                                             | 艾伯特·布鲁克斯                                           | 獲獎 | [ 42 ]        |
| 卫星奖                  | 2011年12月18日 | 最佳男主角                                             | 瑞恩·高斯林                                               | 獲獎 | [ 43 ]        |
| 卫星奖                  | 2011年12月18日 | 最佳男配角                                             | 艾伯特·布鲁克斯                                           | 獲獎 | [ 43 ]        |
| 卫星奖                  | 2011年12月18日 | 最佳摄影                                               | 纽顿·托马斯·西格尔                                        | 提名 | [ 43 ]        |
| 卫星奖                  | 2011年12月18日 | 最佳导演                                               | 尼古拉斯·温丁·雷弗恩                                      | 獲獎 | [ 43 ]        |
| 卫星奖                  | 2011年12月18日 | 最佳剪辑                                               | 马修·纽曼                                                 | 提名 | [ 43 ]        |
| 卫星奖                  | 2011年12月18日 | 最佳影片                                               | 《亡命驾驶》                                              | 提名 | [ 43 ]        |
| 卫星奖                  | 2011年12月18日 | 最佳原创配乐                                           | 克里夫·马丁内斯                                           | 提名 | [ 43 ]        |
| 卫星奖                  | 2011年12月18日 | 最佳音效                                               | 戴夫·帕特森、朗·班德、维克多·雷·恩尼斯、罗伯特·费尔南德斯 | 獲獎 | [ 43 ]        |
| 圣路易斯影评人协会      | 2011年12月19日 | 最佳男主角                                             | 瑞恩·高斯林                                               | 提名 | [ 44 ]        |
| 圣路易斯影评人协会      | 2011年12月19日 | 最佳摄影                                               | 纽顿·托马斯·西格尔                                        | 提名 | [ 44 ]        |
| 圣路易斯影评人协会      | 2011年12月19日 | 最佳导演                                               | 尼古拉斯·温丁·雷弗恩                                      | 提名 | [ 44 ]        |
| 圣路易斯影评人协会      | 2011年12月19日 | 最佳配乐                                               | 克里夫·马丁内斯                                           | 提名 | [ 44 ]        |
| 圣路易斯影评人协会      | 2011年12月19日 | 最佳影片                                               | 《亡命驾驶》                                              | 提名 | [ 44 ]        |
| 圣路易斯影评人协会      | 2011年12月19日 | 最佳编剧                                               | 霍辛·阿米尼                                               | 提名 | [ 44 ]        |
| 圣路易斯影评人协会      | 2011年12月19日 | 最佳男配角                                             | 艾伯特·布鲁克斯                                           | 獲獎 | [ 44 ]        |
| 圣路易斯影评人协会      | 2011年12月19日 | 特别奖（最佳桥段、电影技术、其他令人难忘的角度或片段） | 电梯殴打桥段                                              | 提名 | [ 44 ]        |
| 圣路易斯影评人协会      | 2011年12月19日 | 特别奖（最佳桥段、电影技术、其他令人难忘的角度或片段） | 片头逃窜桥段                                              | 提名 | [ 44 ]        |
| 青少年选择奖            | 2012年7月22日  | 最佳剧情片                                             | 《亡命驾驶》                                              | 提名 | [ 45 ] [ 46 ] |
| 青少年选择奖            | 2012年7月22日  | 最佳剧情片男主角                                       | 瑞恩·高斯林                                               | 提名 | [ 45 ] [ 46 ] |
| 《乡村之声》电影民调    | 2011年12月22日 | 男演员                                                 | 瑞恩·高斯林                                               | 提名 | [ 47 ]        |
| 《乡村之声》电影民调    | 2011年12月22日 | 电影                                                   | 《亡命驾驶》                                              | 提名 | [ 47 ]        |
| 《乡村之声》电影民调    | 2011年12月22日 | 男配角                                                 | 艾伯特·布鲁克斯                                           | 獲獎 | [ 47 ]        |
| 华盛顿特区影评人协会    | 2011年12月5日  | 最佳导演                                               | 尼古拉斯·温丁·雷弗恩                                      | 提名 | [ 48 ]        |
| 华盛顿特区影评人协会    | 2011年12月5日  | 最佳影片                                               | 《亡命驾驶》                                              | 提名 | [ 48 ]        |
| 华盛顿特区影评人协会    | 2011年12月5日  | 最佳配乐                                               | 克里夫·马丁内斯                                           | 提名 | [ 48 ]        |
| 华盛顿特区影评人协会    | 2011年12月5日  | 最佳男配角                                             | 艾伯特·布鲁克斯                                           | 獲獎 | [ 48 ]        |
| 世界电影原声学会        | 2012年10月20日 | 年度最佳原创配乐                                       | 克里夫·马丁内斯                                           | 提名 | [ 49 ] [ 50 ] |
| 世界电影原声学会        | 2012年10月20日 | 年度配乐作曲家                                         | 克里夫·马丁内斯                                           | 提名 | [ 49 ] [ 50 ] |